# Fort Saint-Irénée
Le fort Saint-Irénée, construit de 1832 à 1842, fait partie de la première ceinture de Lyon.

## Histoire
De forme pentagonale et d'un périmètre de 150 × 180 m, il abritait notamment le commandant du secteur ouest de la place de Lyon.
Ce fort pouvait abriter près de 800 hommes dans les quelques garnisons qui le composent.
Sa poudrière d'une contenance de 22 tonnes de poudre, étendue à 42 tonnes en 1880, pouvait alors alimenter quelque 60 canons.
La vie au fort était facilitée par la présence d'une cuisine, une laverie, une cantine, des écuries et plusieurs entrepôts.

## Aujourd'hui
Ce fort a été exploité à d'autres fins depuis son abandon.
- L'Institut franco-chinois s'y installe de 1920 à 1946.
- Après la Seconde Guerre mondiale, une résidence universitaire le remplace.
- Depuis 2003, l'ENSATT occupe le terrain, ainsi qu'une petite partie allouée au siège régional de l'ONISEP.
- Depuis 2016 le Nouveau Institut Franco-Chinois, qui comprend une exposition permanente qui fait mémoire de l'Institut crée après la grande guerre et une salle d'exposition temporaire d'oeuvre chinoise contemporaine

Le fort contient des restes de l'aqueduc romain du Gier ; cette portion de l'aqueduc fait partie de l'ensemble classé monument historique.

## Altimétrie

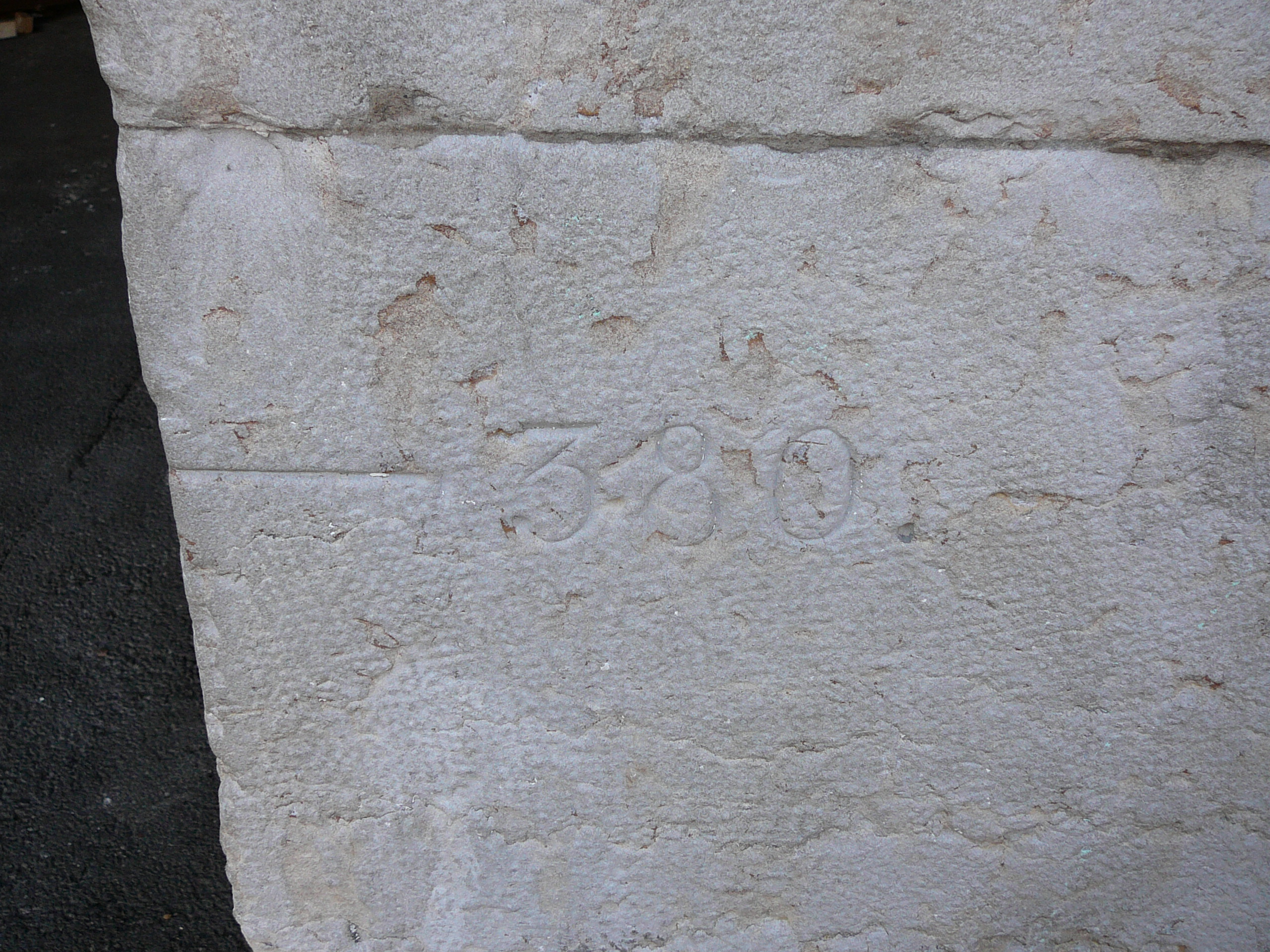
Altitude gravée à l'entrée du fort.

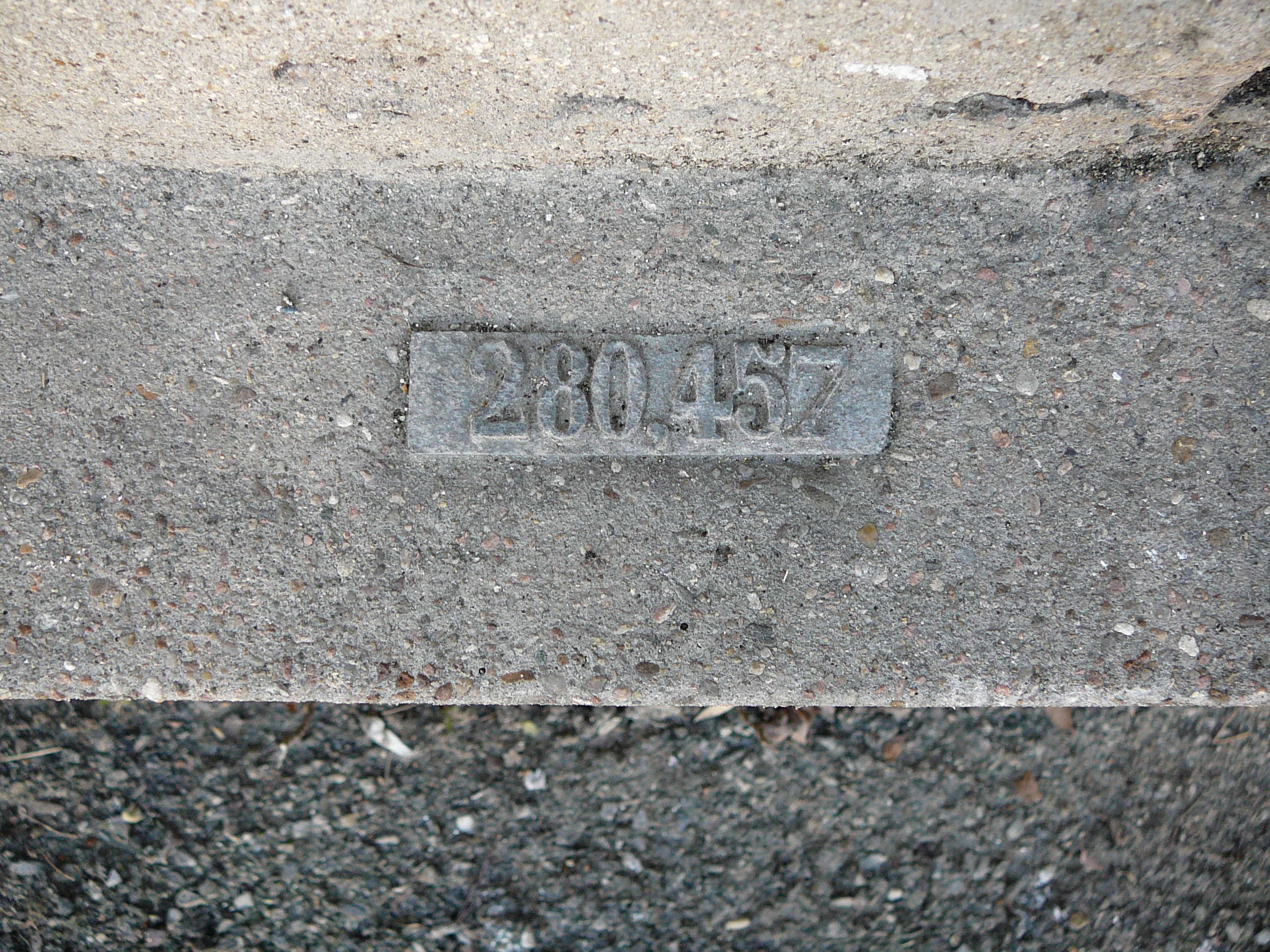
Altitude affichée par l'IGN sur le fort.

Dans la partie basse droite de l'entrée du fort Saint-Irénée se voit gravé le nombre 380 précédé d'un trait horizontal placé à un mètre du sol, il s'agirait de l'altitude en pieds qui avait pour référence un règle située sur le quai de Saône, à proximité du pont Bonaparte.
Une étude menée par l’ASSIL (ASsociation des SItes de Loyasse) démontre que le nombre inscrit n'est pas en pieds, mais il s'agirait plutôt d'une altitude négative par rapport à un point haut, calculé à 660 m, correspondant peut-être au fort du Mont-Verdun placé à 625 m.
Pour étayer cette thèse, d'autres mesures ont été prises par les membres de cette association avec les ouvrages comportant une inscription de ce type ; l'addition des altitudes gravées et relevées grâce à l'IGN, que ce soit par la présence d'une plaque ou à partir d'un plan, indique toujours 660 m.
| Nom du fort            | Inscription | Altitude IGN | Inscription + Altitude IGN |
| ---------------------- | ----------- | ------------ | -------------------------- |
| Fort de la Vitriolerie | 493 m       | 167,125 m    | 660 m                      |
| Fort de Vaise          | 450 m       | 210 m        | 660 m                      |
| Fort de Loyasse        | 389 m       | 271 m        | 660 m                      |
| Fort Saint-Irénée      | 380 m       | 280,173 m    | 660 m                      |
| Lunette du Fossoyeur   | 379 m       | 281 m        | 660 m                      |